# Antocha (Antocha) streptocera
Antocha (Antocha) streptocera is een tweevleugelige uit de familie steltmuggen (Limoniidae). De soort komt voor in het Oriëntaals gebied.